# Onesia hokkaidensis
Onesia hokkaidensis este o specie de muște din genul Onesia, familia Calliphoridae. A fost descrisă pentru prima dată de Baranov în anul 1939. Conform Catalogue of Life specia Onesia hokkaidensis nu are subspecii cunoscute.